# Universität Catania
Die Universität Catania (Università degli studi di Catania) ist eine Hochschule in Italien. Im Jahr 1434 von Alfons V. gegründet, ist sie die älteste und mit der Universität Palermo größte Universität Siziliens. Im Jahr 2020/21 waren ca. 38.000 Studierende eingeschrieben, der Rektor ist seit 2019 Francesco Priolo.

## Geschichte
König Alfons. I von Sizilien gründete die Universität am 19. Oktober 1434 mit allen vier Fakultäten. Die päpstliche Bestätigung folgte durch Eugen IV. am 18. April 1444. Alfons wollte so den Umzug der sizilischen Hauptstadt nach Palermo kompensieren. Die Vorlesungen fanden erst nach dem Erdbeben von 1693 im Palazzo dell'Università statt, wo der Rektor bis heute residiert. Im 16. Jahrhundert schlossen etwa 20 bis 25 Absolventen jährlich ab. 1934 feierte die Universität ihr 500. Jubiläum mit König Vittorio Emanuele III.

## Bereiche

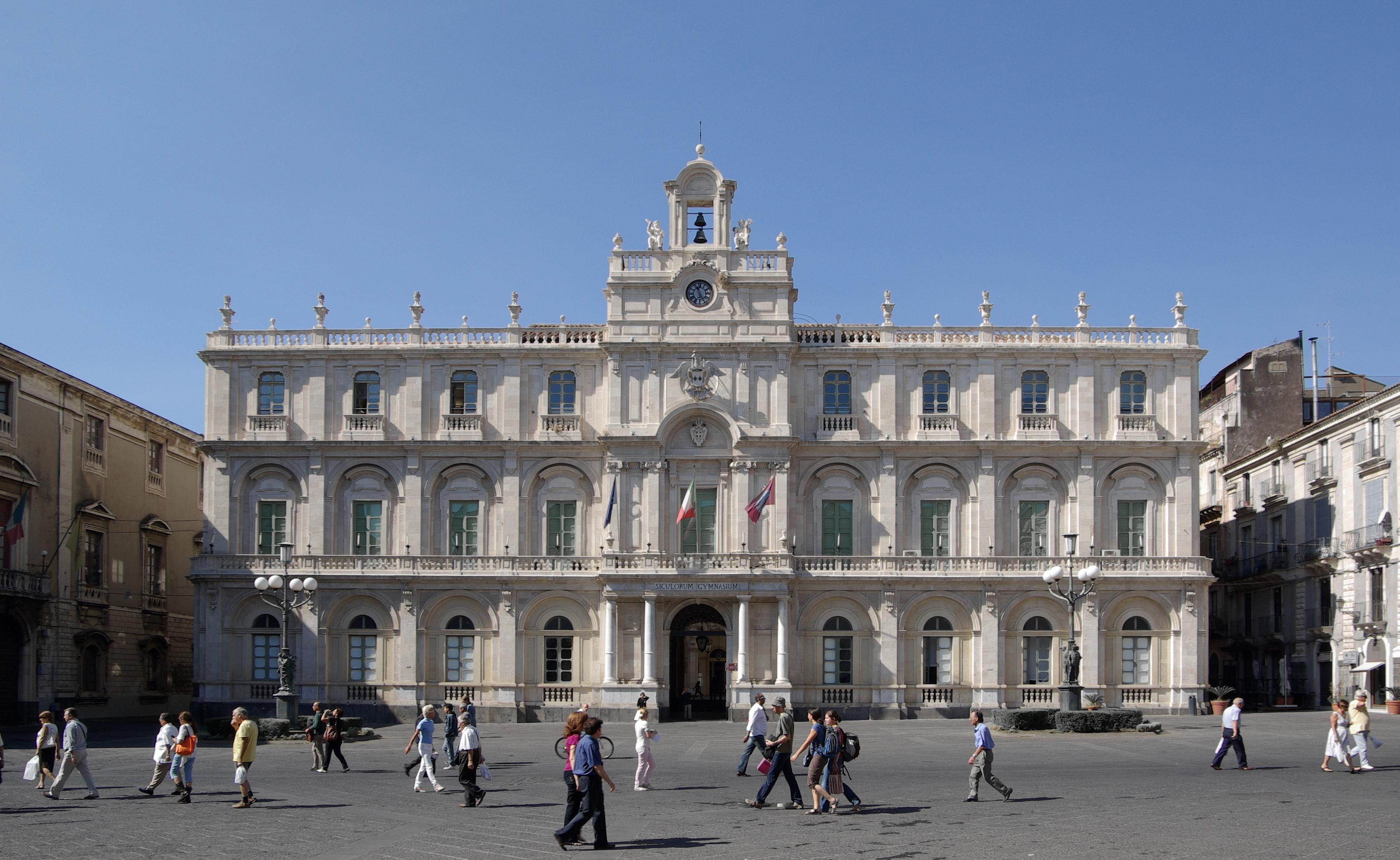
Palazzo dell’Università (Hauptgebäude).

Die Universität Catania ist in fünf Bereiche und weiter in sogenannte Dipartimenti, also Fachbereiche und spezielle didaktische Strukturen gegliedert:
- Area medica – Scuola di medicina (Bereich Medizin – Schule für Medizin)
- Area scientifica (Mathematisch-naturwissenschaftlicher Bereich)
- Area tecnico-scientifica (Bereich technische Wissenschaften)
- Area economica, politico-sociale e giuridica (Bereich Ökonomie, Politologie/Soziologie und Jurisprudenz)
- Area umanistica (Humanistischer Bereich)

## Scuola Superiore
Zur Förderung besonders begabter Studierender gründete die Universität 1998 die Scuola Superiore di Catania.

## Weiteres

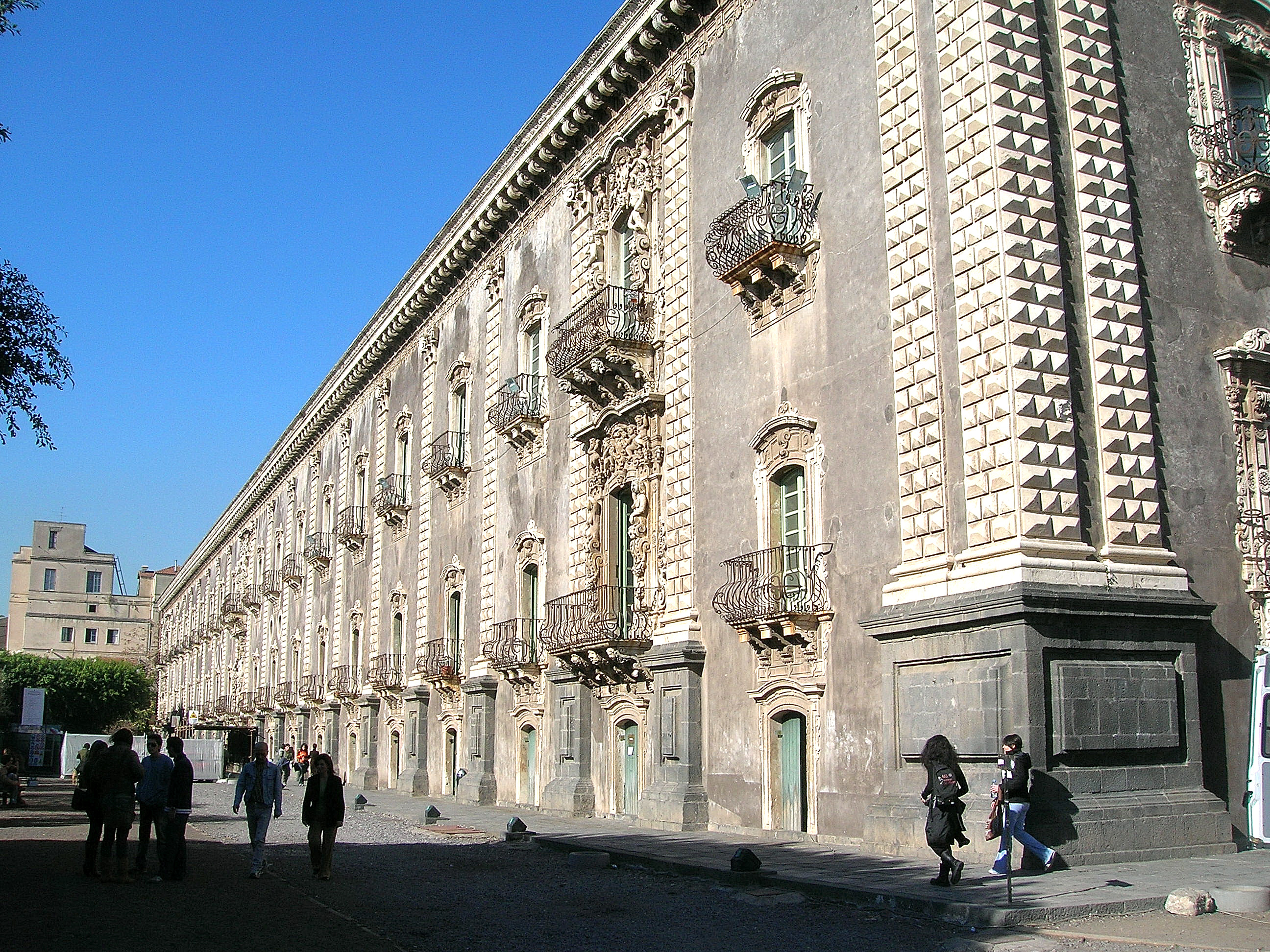
Ehemaliges Benediktinerkloster.

Das Hauptgebäude der Universität ist der Palazzo dell’Università an der Via Etnea. Die sieben Sektionen des Dipartimento di Scienze Umanistiche (Fachbereich Humanistische Wissenschaften) sind im ehemaligen Benediktinerkloster San Nicolò l’Arena untergebracht.

## Persönlichkeiten
- Rocco Pirri (1577–1651), Historiker
- Giovanni Verga (1840–1922), Schriftsteller
- Angelo Maffucci (1847–1903), Pathologe
- Giuseppe Mercalli (1850–1914), Vulkanologe
- Giuseppe Fava (1925–1984), Schriftsteller und Journalist
- Donatella della Porta (* 1956), Politikwissenschaftlerin
- Rosario Salvatore Aitala (* 1967), Jurist und Richter

## Einzelbelege
1. ↑  History | University of Catania. Abgerufen am 10. Juli 2023.
2. ↑  Dipartimenti e strutture didattiche speciali | Università di Catania. Abgerufen am 11. Juli 2023.
3. ↑  Home SSC. Abgerufen am 10. Juli 2023 (italienisch).